# Effet Faraday

L'effet Faraday : rotation (due à la présence d'un champ magnétique) d'une polarisation rectiligne.

En physique, l'effet Faraday décrit l'interaction entre la lumière et un champ magnétique dans un matériau : la polarisation de la lumière effectue une rotation proportionnelle à la composante du champ magnétique sur la direction de propagation de la lumière.
L'effet Faraday est un effet magnéto-optique découvert par Michael Faraday en 1845. Il apparaît dans la plupart des matériaux diélectriques transparents lorsqu'ils sont soumis à des champs magnétiques. Ce fut la première mise en évidence du lien entre magnétisme et lumière : le fait que la lumière contienne un champ magnétique fait maintenant partie de la théorie du rayonnement électromagnétique, développé par James Clerk Maxwell dans les années 1860 et 1870.
L'effet Faraday est le résultat d'une résonance ferromagnétique. Cette résonance implique qu'en décomposant la polarisation de la lumière en deux polarisations circulaires tournant en sens contraire, ces deux composantes se propagent à des vitesses différentes, donnant ainsi un pouvoir rotatoire au matériau. Il apparaît alors un déphasage entre ces deux composantes. La conséquence principale est qu'un rayon lumineux entrant avec une polarisation rectiligne dans le milieu considéré ressort avec une orientation de sa polarisation différente.
Plusieurs instruments de mesure utilisent l'effet Faraday. Par exemple, on peut mesurer le pouvoir rotatoire des substances, effectuer une modulation de l'amplitude de la lumière, ou détecter un champ magnétique.

## Constante de Verdet
La relation entre le champ magnétique B et l'angle de rotation {\displaystyle \beta } de la polarisation obtenu après avoir traversé une distance d dans la substance est donnée par :
{\displaystyle \beta ={\mathcal {V}}\;d\;B}
où {\displaystyle {\mathcal {V}}} est la constante de Verdet du matériau considéré (en rad·T -1.m-1). Cette constante varie en fonction de la longueur d'onde de la lumière et de la température.
Une constante de Verdet positive correspond à une rotation vers la gauche ou lévogyre, et une constante de Verdet négative correspond à une rotation vers la droite ou dextrogyre.
Certains matériaux présentent une constante de Verdet très élevée (≈ −40 rad.T -1.m-1). En plaçant un échantillon de ce matériau dans un champ magnétique fort, une rotation de la polarisation de 45° peut être atteinte. Cela permet la construction d'un rotateur de Faraday.

## Effet Faraday dans les milieux interstellaires
Un effet Faraday intervient sur la lumière voyageant dans le milieu interstellaire vers la Terre. Contrairement à l'effet Faraday dans les solides ou les liquides, on a ici une dépendance simple avec la longueur d'onde {\displaystyle \lambda } :
{\displaystyle \beta =\alpha \;\lambda ^{2}\,}
où la constante {\displaystyle \alpha } dépend du champ magnétique B, de la distance parcourue d, et de la densité d'électrons {\displaystyle n_{e}} par :
{\displaystyle \alpha ={\frac {e^{3}}{2\pi m^{2}c^{4}}}\int _{0}^{d}n_{e}B\;\mathrm {d} s},
avec :
e la charge de l'électron,
m la masse de l'électron,
et c la vitesse de la lumière dans le vide.
Cette rotation est un outil important en astronomie pour la mesure de champs magnétiques, qui peuvent être estimés à partir de cette rotation lorsqu'on connaît la densité des électrons. Dans le cas d'un pulsar, la dispersion causée par ces électrons cause un délai entre les pulses qu'il émet selon leur longueur d'onde. Des mesures permettent alors de remonter à la moyenne du champ magnétique le long de l'axe de visée.
Les ondes radio traversant l'ionosphère de la Terre sont aussi sujettes à l'effet Faraday. Celui-ci étant alors également proportionnel au carré de la longueur d'onde.

## Pour aller plus loin
- Recherches sur les propriétés optiques développées dans les corps transparents par l'action du magnétisme, Émile Verdet, Mallet-Bachelier, 1854.
- Optics, Eugene Hecht, Addison Wesley, 4th edition 2002, hardcover,  (ISBN 0-8053-8566-5), chapter 8.11.2
- Optics Amnon Yariv, Oxford University Press; 5th edition (April 1997), hardcover,  (ISBN 0-19-510626-1), Optical Electronics in Modern Communications (Oxford Series in Electrical and Computer Engineering)
- Propagation Effects on Satellite Systems at Frequencies Below 10GHz – A Handbook for Satellite Systems Design Flock, Warren L. NASA Reference Publication 1108(02) 1987. P 2-12 to 2-28.